# Новомариновка
Новомари́новка (каз. Новомариновка) — село у складі Атбасарського району Акмолинської області Казахстану. Входить до складу Шункиркольського сільського округу.
Населення — 330 осіб (2021; 603 у 2009, 790 у 1999, 1254 у 1989).
Національний склад станом на 1989 рік:
- росіяни — 31 %.